# Taraxacum lamprophyllum
Taraxacum lamprophyllum — вид квіткових рослин з родини айстрових (Asteraceae). Вид зростає в Європі: Чехія, Данія, Франція, Німеччина, Велика Британія, Ірландія, Нідерланди, Польща; це багаторічна рослина помірних біомів.

## Опис
Бічні частки середніх і внутрішніх листків (сильно) зубчасті на дистальному краї (іноді з одним великим зубцем), від простих до злегка загнутих; черешки інтенсивно червонувато-фіолетового кольору. Кінцева частка часто з подовженою язичковою верхівкою, як правило, відносно невелика; зовнішні обвивні приквітки з дуже помітним білуватим гіаліновим краєм; міждолі середніх і внутрішніх листків зазвичай принаймні з одним зубцем; бічні частки зазвичай тупі.